# Ферриты
Ферри́ты (оксифе́ры) — соединения оксида железа(III) Fe2O3 с более осно́вными оксидами других металлов, являющиеся ферримагнетиками. Широко применяются в качестве магнитных материалов в радиоэлектронике, радиотехнике и вычислительной технике, поскольку сочетают высокую магнитную восприимчивость с полупроводниковыми или диэлектрическими свойствами.

## Структура и свойства ферритов

### Ферриты-шпинели
Ферриты со структурой шпинели кристаллизуются в кубической решётке с пространственной группой Fd3m, Z = 8. Их общая формула MeFe2O4, где Me — двухвалентный металл: никель, кобальт, марганец, магний, медь, железо, цинк, кадмий.

### Ферриты-гранаты
Ферриты со структурой граната кристаллизуются в кубической решётке с пространственной группой Ia3d, Z = 8. Общая формула: Me3Fe5O12, где Me — тяжёлый редкоземельный элемент (от самария до лютеция) или иттрий. Примером широко используемого феррита из этого класса является иттрий-железный гранат Y3Fe5O12.

### Гексаферриты
Ферриты с гексагональной решёткой (гексаферриты) имеют кристаллическую структуру типа магнетоплюмбита PbFe12O19 с пространственной группой P63/mmc или близкую к ней. В эту группу ферритов входит несколько типов, различающихся общей формулой.

### Ортоферриты
Ферриты с ромбической решёткой (ортоферриты) имеют кристаллическую структуру типа искажённой структуры перовскита с пространственной группой Pcmn, Z = 4 и общую формулу MeFeO3, где Me — редкоземельный элемент. Ортоферриты, в отличие от трёх вышеописанных групп (ферримагнетиков), при нормальной температуре являются антиферромагнетиками и становятся ферримагнетиками лишь при температуре ниже нескольких кельвинов.

## Химические и физические свойства
Большинство ферритов являются относительно тугоплавкими кристаллическими веществами с достаточно высокой твёрдостью, не растворимыми в воде и органических растворителях. Реагируют с кислотами. При нормальной температуре устойчивы на воздухе, при температурах выше 1000 °C могут диссоциировать. На воздухе при таких температурах ферриты, содержащие Fe2+ и Mn2+, могут окисляться.

## Применение ферритов

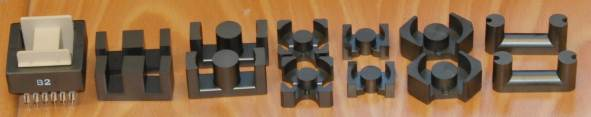
Ферритовые сердечники разной формы для малогабаритных трансформаторов и катушек индуктивности

Благодаря сочетанию высоких магнитных свойств и низкой электропроводности ферриты широко применяются в технике высоких частот (более 100 кГц). Ферриты используют в качестве магнитных материалов в радиотехнике, электронике, автоматике, вычислительной технике (ферритовые поглотители электромагнитных волн, антенны, сердечники, элементы памяти, постоянные магниты и т. д.).

## Основные способы получения ферритов
Поликристаллические ферриты производят по керамической технологии. Из ферритового порошка, синтезированного из смеси исходных ферритообразующих компонентов и гранулированного со связкой, прессуют изделия нужной формы, которые затем подвергают спеканию при температурах от 900 до 1500 °C на воздухе или в специальной газовой атмосфере. В качестве исходных ферритообразующих компонентов применяются смеси оксидов, гидроксидов, оксалатов и карбонатов (иногда их совместно осаждают из раствора) или совместно упаренные растворы солей (нитраты, сульфаты, двойные сульфаты типа шёнитов). Монокристаллы ферритов выращивают зонной плавкой или методами Вернейля или Чохральского, обычно под давлением кислорода в несколько десятков или сотен атмосфер. Для растворимых ферритов используют гидротермальное выращивание в растворах гидроксида или карбоната натрия, хлорида аммония или смеси хлоридов под давлением от 200 до 1200 атмосфер. Монокристаллы некоторых ферритов (при применении в качестве исходных веществ смеси оксидов) выращивают также из растворов в расплаве (смеси PbO + PbF2, PbO + B2O3, BaO + B2O3 или более сложные).
Для выращивания ферритовых плёнок со структурой шпинели обычно применяют метод химических транспортных реакций с хлороводородом или другими галогеноводородами в качестве носителя, а для плёнок феррит-гранатов и гексаферритов используют метод жидкостной эпитаксии из растворов в расплаве, а также метод разложения паров (в качестве газообразных исходных материалов применяются, например, β-дикетонаты металлов).